# 돈 모엔
돈 모엔(Don Moen, 1950년 6월 29일 ~ )은 미국 미네소타주 미네폴리스 출신의 싱어송라이터이자 가수, 그리스도인들의 워십 음악의 프로듀서이다.
돈 모엔은 'Hosanna! Integrity Music'의 부사장이고, 성공적인 목회자이다. 탁월한 싱어-송라이터 겸 프로듀서이며 건반, 기타, 트럼본, 바이올린 연주자이기도 하다. 1998년 3월, 서울과 부산에서 첫 내한공연을 가졌으며, 1999년 여의도 광장에서 대규모의 '통일워십콘서트'를 인도하였다.
50대 중반에 접어드는 그가 처음 예배사역을 시작한 것은 오랄로버트 대학(Oral Robert University)에서 활동하던 테리 로 미니스트리(Terry Law Ministry)에서였다. 테리 로 미니스트리 사역중 1984년 인테그리티의 사장인 마이클 콜만에게서 호산나의 7번째 앨범 'GIVE THANKS'앨범의 워십리더로 와주길 제안 받는다. 이렇게 해서 출반된 'GIVE THANKS'는 당시 놀라운 반응을 일으키며 미국에서만 80만 장 이상이 판매되었다. 이것은 가스펠계의 선입견을 뒤집어 엎는 충격적인 일이었다. 그 후 돈 모엔은 1989년 호산나에 'Creative Director'로 입사하고, 1992년 부사장으로 승진하면서 라이브 워십 앨범의 제작과 구성에 참여, 그리고 워십 리더로의 활동을 계속했다.
그가 작곡한 'God Will Make A Way'는 1992년 도브어워드에서 '올해의 노래'에 선정되었으며 그가 인도한 'GOD WITH US'는 미국 가스펠 차트 뮤지컬 부문에서 30주 이상 랭킹 1위를 기록하였으며 1994년 올해의 뮤지컬 도브상을 수상하였다. 돈 모엔은 치유예배로 유명하다. 그가 인도하는 예배 때에 특별한 안수나 기도를 하는 것은 아니다. 단지 하나님께 진정으로 예배할 때에 그런 치유의 일들이 일어나는 것이다. 돈 모엔은 "주여호와 능력의 주", "주의 이름 송축하라", "존귀 주는 존귀", 'God Will Make A way' 등 수없이 많은 곡으로 유명하며 우리나라를 포함한 전 세계의 예배에서 불리고 있다. 현재 마이클 모엔, 멜리사 모엔의 두 자녀를 두었으며 그의 자녀들 또한 인테그리티사에서 'Just For Kids'앨범의 싱어로 활동하고 있다.

## 음반

### 음반
- Give Thanks (1986)
- Steadfast Love (1988)
- Bless the Lord (1989)
- Christmas (1990)
- Eternal God (1990)
- Worship with Don Moen (1992)
- God with Us (1993)
- Trust in the Lord (1994)
- Mighty Cross (1994)
- Rivers of Joy (1995)
- Emmanuel Has Come (1996)
- Praise with Don Moen (돈 모엔 최신 베스트) (1996)
- Let Your Glory Fall (1997)
- God for Us (1998)
- God Is Good (1998)
- En Tu Presencia (1999)
- More of You, Lord (돈 모엔 최신 베스트 Vol. 2) (1999)
- The Mercy Seat (돈 모엔 싱가포르 공연 실황) (2000)
- Heal Our Land (통일 워십 콘서트) (2000)
- I Will Sing (2000)
- God in Us (2001)
- God Will Make a Way (베스트 오브 돈 모엔) (2003)
- Trono de Gracia (2003)
- Thank You Lord (2004)
- Arise (2006)
- Hiding Place (2006)
- I Believe There Is More (2008)
- With A Thankful Heart (베스트 오브 돈 모엔) (2011)
- Uncharted Territory (2011)
- Hymnbook (2012)
- Christmas: A Season of Hope (2012)
- Ultimate Collection (2013)
- Hymns of Hope (2013)
- By Special Request: Volume One (2015)
- God Will Make a Way: A Worship Musical (2016)

### 비디오
- Worship with Don Moen (1992)
- Trust in the Lord (1994)
- God with Us (1995)
- God Is Good (1998)
- Give Thanks (1999)
- I Will Sing (2000)
- Thank You Lord (2004)